# Kabije
Kabije – grupa etniczna z rodziny plemion woltajskich zamieszkująca głównie Togo (ponad 15% ludności). Mniejsze grupy można znaleźć również w Ghanie i Beninie. Posługują się językiem kabije z podgrupy języków gur. Ich populację szacuje się na ponad 1,2 mln.
Kabije są znani przede wszystkim z uprawy surowych, suchych i niepłodnych ziem Togo. Uprawiają bawełnę, proso i ziemniaki.